# جاناتان بیلی (بازیگر)
جاناتان بیلی (انگلیسی: Jonathan Bailey؛ زادهٔ ۲۵ آوریل ۱۹۸۸) هنرپیشه اهل انگلستان است.
از فیلم‌ها یا برنامه‌های تلویزیونی که وی در آن نقش داشته‌است می‌توان به عهد جوانی و آن‌سوی آینه اشاره کرد.

## زندگی شخصی
او یک دوچرخه سوار فعال است، علاوه بر علاقه به پارویی و کوهنوردی ، در دو ماراتن و سه گانه نیز شرکت کرده است . در سال ۲۰۱۸، او از کمپ اصلی اورست در نپال صعود کرد و سال بعد از بن نویس ، اسکافل پایک و اسنودون در عرض ۲۴ ساعت صعود کرد تا برای انجمن MND اسکاتلند پول جمع کند . ساکن در ساحل ساسکس در هوو ، او به طور منظم صبح ها برای "نشاط... نشاط و احیا" شناهای سرد دریا را انجام می دهد. 
بیلی در اوایل ۲۰ سالگی خود به طور خصوصی به عنوان همجنسگرا با دوستان و خانواده خود ظاهر شد،  در سال ۲۰۱۸ به طور عمومی در مورد آن اظهار نظر کرد. و یک ارز»، او متعهد به دیده شدن و بازنمایی است و بیان می کند که «اگر بتوانم فضاهایی را که در بزرگ شدن نداشتم پر کنم، پس احساس می کنم این چیز واقعاً درخشانی است» و «چیزی که من» همیشه برای انجام دادن تلاش خواهم کرد».[7]ref>"Former 'Broadchurch' star Jonathan Bailey 'drew on own experiences' for new gay stage role". Attitude.co.uk (به انگلیسی). 2018-09-14. Retrieved 2022-04-17.</ref>⁸